# 970-talet

## Händelser
- omkring 970 - Erik Segersäll blir svensk kung tillsammans med sin bror Olof.
- 971 - Harald Gråfäll dör och efterträds som kung av Norge av den danske kungen Harald Blåtand.
- 975 - Erik Segersälls bror Olof dör och Erik blir ensam svensk kung
- 979 - Tynwald bildas på Isle of Man och är därmed ett av världens äldsta ännu existerande parlament.

## Födda
- 970 - Sitt al-Mulk
- 973 - Murasaki Shikibu
- 978 - Zoë Porphyrogenita

## Avlidna
- 971 - Harald Gråfäll